# 山口優 (作家)
山口 優（やまぐち ゆう、1981年 -）は、日本のSF作家である。

## 経歴
兵庫県生まれ。東京大学大学院理学系研究科物理学専攻修了。2009年、技術的特異点の克服をテーマとした『シンギュラリティ・コンクェスト』で第11回日本SF新人賞を受賞（伊野隆之と同時受賞）し、翌年に同作を出版し作家デビュー。また、2011年には『アルヴ・レズル -機械仕掛けの妖精たち-』が第7回BOX-AiR新人賞を受賞（綿篠行道と同時受賞）。同年12月には同作がBOX-AiR新人賞「年間最優秀賞」に選出され、スターチャイルド制作によるアニメが製作された。人工知能の研究者であり、『5分でわかる10年後の自分 2030年のハローワーク』（2019年4月 KADOKAWA）の監修もつとめた。
ライトなタッチでハード指向のSFを書くことを得意とする。

## 作品リスト

### 単著
- シンギュラリティ・コンクェスト 女神の誓約 （2010年11月、徳間文庫、ISBN 978-4-19-893262-6）
- アルヴ・レズル -機械仕掛けの妖精たち- （2013年2月、講談社BOX、ISBN 978-4-06-283830-6）
  - 初出：『BOX-AiR』6号（2011年9月）、8号（2011年11月）〜13号（2012年4月号）、全7回
- アンノウン・アルヴ -禁断の妖精たち- （2013年11月、講談社BOX、ISBN 978-4-06-283859-7）
  - 初出：『BOX-AiR』19号（2012年10月）〜24号（2013年3月）、全6回
- ディヴァイン・コンクェスト -小惑星帯のヒロイン-（2014年8月、講談社BOX、ISBN 978-4-06-283877-1）
- サーヴァント・ガール （2015年8月、一迅社、ISBN 978-4-7580-4742-5）
- 星霊の艦隊 1 （2022年8月、ハヤカワ文庫JA、ISBN 978-4-15-031531-3）
- 星霊の艦隊 2 （2022年9月、ハヤカワ文庫JA、ISBN 978-4-15-031532-0）
- 星霊の艦隊 3 （2022年10月、ハヤカワ文庫JA、ISBN 978-4-15-031535-1）

### アンソロジー
「」内が山口の作品
- 人工知能の見る夢は AIショートショート集 （2017年5月、文春文庫、ISBN 978-4-1679-0850-8）「シンギュラリティ」
- 名著奇変（2023年6月、飛鳥新社、ISBN 978-4864109574）「山月奇譚」

### 寄稿短編
- アンノウン・コンクェスト （『SF Japan』2010年春号）
- アーリー・ラプチャー （『SF Japan』2011年春号）
- アダルト （『SF Prologue Wave』2011年4月21日 配信）
- リサイクル （『SF Prologue Wave』2011年6月5日 配信）
- ハック （『SF Prologue Wave』2011年7月20日 配信）
- ロボット （『SF Prologue Wave』2011年11月5日 配信）
- アガペ （『SF Prologue Wave』2011年12月20日 配信）
- インヴェイジョン （『SF Prologue Wave』2012年1月20日 配信）
- セカンドディスク （『SF Prologue Wave』2012年2月5日 配信）
- コルヌコピア （『SF Prologue Wave』2012年3月5日 配信）
- ユースレス （『SF Prologue Wave』2012年4月20日 配信）
- コルヌコピア2 （『SF Prologue Wave』2012年7月20日 配信）
- ドリーム （『SF Prologue Wave』2012年8月20日 配信）
- ジュース （『SF Prologue Wave』2012年9月5日 配信）
- サブライム （『SF Prologue Wave』2012年9月20日 配信）
- コルヌコピア3 （『SF Prologue Wave』2012年10月20日 配信）
- デコヒーレンス （『月刊アレ！』2013年2月号（vol.18））
- コルヌコピア4 （『SF Prologue Wave』2013年4月5日 配信）
- ゼノアーケオロジスト （『SF Prologue Wave』2013年6月20日 配信）
- コントロール （『SF Prologue Wave』2013年11月20日 配信）
- ヒストリー （『人工知能学会誌』2014年1月号）
- インディペンデンス （『BOX-AiR』35号、2014年2月）
- ヒューマニティ （『SF Prologue Wave』2014年5月20日 配信）
- ゼノアーケオロジスト2 （『SF Prologue Wave』2014年6月20日 配信）
- ゼロ （『SF Prologue Wave』2014年6月20日 配信）
- コルヌコピア5 （『SF Prologue Wave』2014年7月20日 配信）
- ゼロ2 （『SF Prologue Wave』2015年1月20日 配信）
- ラプチャー・パンデミック（『チャかシズムVol.3《声》』2017年9月27日 配信）
- クエスト（『SF Prologue Wave』2017年9月20日 配信）

### 監修
- 5分でわかる10年後の自分 2030年のハローワーク（2019年4月 KADOKAWA）

### 読み物
- 「ロングテールの共通項」（エッセイ、2011年10月5日）
- 「タキオンと前提論」（エッセイ、2011年12月5日）
- 「サブリミナルへの福音」（エッセイ、2012年8月20日）
- 「リアリティーとイマジネーション」 - ウェイバックマシン（2013年6月17日アーカイブ分）（エッセイ、2013年5月22日）
- 「サーボモータと意識」（エッセイ、2014年4月20日）

### WEB上での連載作品
- マイ・デリバラー（『SF Prologue Wave』2015年9月20日～2020年2月20日 配信）
- 無職の俺が幼女に転生したがとんでもないディストピア世界で俺はもう終わりかも知れない（略称・『ディスロリ』）（一般社団法人日本ＳＦ作家クラブpixivFANBOX 配信）

### 本人ページ
- Yu Yamaguchi's Official Site 'Singular Resolutions' - ウェイバックマシン（2013年2月8日アーカイブ分）
- 山口優 (@Yu_Yamaguchi_) - X
- SF writer Yu Yamaguchi's official web site "Singular Point"